# Mairie de Bujumbura

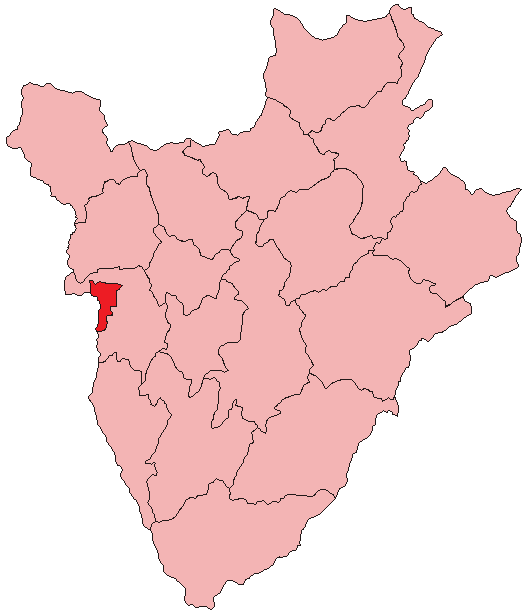
Läge i Burundi.

Mairie de Bujumbura är en av Burundis 18 provinser. Den omfattar landets största stad Bujumbura.